# مارك رايت (منافس ألعاب قوى)
مارك رايت (بالإنجليزية: Marc Wright)‏ هو منافس ألعاب قوى أمريكي، ولد في 21 أبريل 1890 في شيكاغو في الولايات المتحدة، وتوفي في 5 أغسطس 1975 في ماساتشوستس في الولايات المتحدة.

## وصلات خارجية
- مارك رايت على موقع أوليمبيديا (الإنجليزية)